# Алена Бенешова
Алена Бенешова (чеськ. Alena Benešová, 16 квітня 1998) — чеська плавчиня. Учасниця чемпіонатів світу з водних видів спорту 2015, 2017 і 2019 років. 2019 року вона змагалася в двох дисциплінах марафонського плавання: на 10 км посіла 34-те місце, на 5 км - 25-те.